# Aloe rhodacantha
Aloe rhodacantha é uma espécie de liliopsida do gênero Aloe, pertencente à família Asphodelaceae.